# 少しずつ 大切に
「少しずつ 大切に」（すこしずつ たいせつに）は、日本の女性歌手MISIAの通算24作目となる3枚目の配信限定シングル。2009年2月4日にBMG JAPANより発売。

## 解説
2009年2月4日に、レコチョク/MUSICO/リズモバ♪にて配信が開始された。TBS系「感動!北の大自然スペシャル 森のラブレター 倉本聰が贈る、果てしない命の物語」テーマ・ソング。
2009年6月10日発売のシングル「銀河/いつまでも」にカップリング曲としてCD初収録となった。

## 収録曲
1. 少しずつ 大切に [5:13]
作詞：MISIA／作曲：Sinkiroh／編曲：重実徹、MISIA、Gomi、Bennie Diggs